# Das Becken von John Wayne
Das Becken von John Wayne (französischer Originaltitel: Le Bassin de J. W.) ist ein französisch-portugiesischer Spielfilm des portugiesischen Regisseurs João César Monteiro aus dem Jahr 1997. Der schwer zu entschlüsselnde Film trägt Züge einer grotesken Tragikomödie und einer Farce.

## Handlung
Nach Proben eines Theaterstücks auf Basis des Inferno von August Strindberg entdeckt der Theaterregisseur Jean de Dieu im Bühnenbild der Erde den vorgeblichen alten Seebären Henrique, der eine Kopie seines Hauptdarstellers Max Monteiro ist, der im Stück Gott spielt. Henrique möchte seinen immer wiederkehrenden Traum verwirklichen, in dem er John Wayne am Nordpol sieht, wie er sein Becken auf seine einzigartige Weise bewegt.
Im weiteren Verlauf beschließen Jean de Dieu und Henrique bzw. João de Deus, zusammen Selbstmord zu begehen, gehen aber zuvor noch aus, wobei sie abends im Lokal auf eine Gruppe Neonazi-Skins treffen, die portugiesische und deutsche faschistische Lieder singen, und eine Prostituierte mit Henrique bzw. João de Deus ins Geschäft kommt, während Kinder einer Hochzeitsgesellschaft Jean de Dieu Gesellschaft leisten.
Am Ende ziehen João de Deus und Ariane als Ehepaar auf einem Esel aus, um am Nordpol Henriques bzw. João de Deus Traum zu suchen, verabschiedet von einem Fernsehreporter, der Henrique bzw. João de Deus dazu befragt.

## Rezeption
In seinem Film vermischt João César Monteiro die Erzählebenen, die Ereignisse und sogar einzelne Figuren, so dass der Zuschauer keinen klaren Handlungsstrang ausmachen kann und den Film nur anhand der vielen Zitate und Anspielungen und der philosophischen bis derben, teils monologartigen Dialoge entschlüsseln oder wenigstens emotional auf sich wirken lassen kann. Die Kritik lobte die gelungen inszenierten Bilder mit der effektvollen Musik. Die augenscheinlich ruhigen, oft kontrolliert scheinenden Szenen vermitteln dem Zuschauer dabei stets ein Gefühl der Beunruhigung, zu sehr wird er durch fehlende oder widersprüchliche Zuordnungen innerhalb der Erzählung verwirrt, zu groß ist der Gegensatz zwischen den entrückten, absurden oder auch derben Szenen und der -oftmals unerklärlich aus dem Nichts ertönenden- himmlischen Musik, die sich dann stellenweise auch noch mit profaneren Stücken abwechselt, darunter mit anzüglichen Texten ausgestattete Volksmusik-Schlager von Quim Barreiros. Der Film gilt als ein besonders schweres und dunkles Werk Monteiros.
Der Film hatte am 9. September 1997 beim Toronto International Film Festival (TIFF) Premiere und lief am 29. Oktober 1997 in Frankreich und am 30. Januar 1998 in Portugal an. Er lief auf internationalen Filmfestivals, darunter das TIFF in Toronto (Kanada) und das tschechische Febio Film Festival. Teils wurde er dort nominiert, so für den besten Film beim Internationalen Filmfestival von Mar del Plata 1997. Bei den Caminhos do Cinema Português, dem Festival des portugiesischen Films in Coimbra, gewann er 1998 den Preis für den besten Film.

„Ein sperriger, nicht leicht zu entschlüsselnder Film, in dem der portugiesische Regisseur Joao César Monteiro einmal mehr seinen ganz eigenen Ideenkosmos ausbreitet und sich innerhalb einer theaterhaft-spröden Inszenierung in literarischen und philosophischen Anspielungen ergeht.“

„Le Bassin de J. W. ist ein auswegloser Ort. [...] Man kann ihn nicht erklären, man kann ihn nicht verbiegen, man kann ihn nicht wie einen großen Geldschein in handlicheres Kleingeld wechseln. („Le Bassin de J. W. é um local sem saída. [...] Não se explica, não se torce, não se troca por miúdos.“)“

Der Film erschien später als VHS-Kassette bei Costa do Castelo Filmes und danach als DVD bei Madragoa Filmes/Lusomundo. 2003 kam der Film nochmals als DVD bei Lusomundo in Zusammenarbeit mit der Cinemateca Portuguesa heraus. Die DVD erschien dabei mit umfangreichem Bonusmaterial in einer Monteiro-Reihe, die zeitgleich als gesammelte Werkschau in einer 11-DVD-Box veröffentlicht wurde.